# Teraz ty
Teraz ty (ang. Then Came You, 2000) – amerykański serial komediowy. W serialu występują Susan Floyd, Thomas Newton i Desmond Askew.
Jego światowa premiera odbyła się 22 marca 2000 roku na antenie ABC. Na kanale miało zostać wyemitowane 13 odcinków, ale zostało wyemitowanych 6 odcinków. Ostatni odcinek został wyemitowany 26 kwietnia 2000 roku. W Polsce serial nadawany był na kanale TV4.

## Obsada
- Susan Floyd jako Billie Thornton
- Thomas Newton jako Aidan Wheeler
- Miriam Shor jako Cheryl Sominsky
- Desmond Askew jako Ed
- Colin Ferguson jako Lewis Peters
- Winston J. Rochas jako Manuel

## Spis odcinków
| N/o            | Tytuł angielski                                      |
| -------------- | ---------------------------------------------------- |
|                |                                                      |
| SERIA PIERWSZA |                                                      |
|                |                                                      |
| 01             | Then Came You                                        |
|                |                                                      |
| 02             | Then Came Two Birthdays                              |
|                |                                                      |
| 03             | Then Came a Wedding                                  |
|                |                                                      |
| 04             | Then Came the Immaculate Deception                   |
|                |                                                      |
| 05             | Then Came Cousin Aiden                               |
|                |                                                      |
| 06             | Then Came the Monthiversary                          |
|                |                                                      |
| 07             | Then Came Aiden's Apartment                          |
|                |                                                      |
| 08             | Then Came Aiden's Ex                                 |
|                |                                                      |
| 09             | Then Came a Reasonable Division of Personal Property |
|                |                                                      |
| 10             | Then Came Lunch                                      |
|                |                                                      |
| 11             | Then Came Dog Trouble                                |
|                |                                                      |
| 12             | Then Came the Place on Orchard Street                |
|                |                                                      |
| 13             | Then Came Hard-Earned Admission                      |
|                |                                                      |